# Ponto de emurchecimento
O ponto de emurchecimento é a razão na qual a taxa de absorção de água do vegetal é superada pela taxa de desidratação, deixando assim o vegetal murcho.

## Fórmula e Conceito Matemático
Rodrigo Proença de Oliveira apresenta o conceito da seguinte forma:
| “ | relação entre volume de vazios ocupados pela água e o volume total de vazios, quando as plantas não podem retirar mais água do solo. | ” |

{\displaystyle No=Vo/Vt} onde:
{\displaystyle No} ponto de emurchecimento;
{\displaystyle Vo} Volume de "vazios" ocupados pela água;
{\displaystyle Vt} Volume total de "vazios" ;